# Борза (Салаж)
Борза (рум. Borza) насеље је у Румунији у округу Салаж у општини Креака. Oпштина се налази на надморској висини од 208 m.

## Становништво
Према подацима из 2002. године у насељу је живело 221 становника, од којих су сви румунске националности.